# Claudia Rauschenbach
Claudia Rauschenbach, urodzona jako Claudia Witt (ur. 14 października 1984 w Karl-Marx-Stadt w NRD) – niemiecka łyżwiarka figurowa, startująca w parach sportowych, mistrzyni Niemiec.

## Życie prywatne
Rauschenbach jest córką jednej z najbardziej utytułowanych niemieckich łyżwiarek figurowych Anett Pötzsch oraz Axela Witta. Jej ojczymem jest Axel Rauschenbach, którego nazwisko nosi. Jej ciotką (siostrą ojca) jest dwukrotna mistrzyni olimpijska, utytułowana niemiecka łyżwiarka figurowa Katarina Witt.

## Kariera
W latach 1997–2001 występowała w parze z późniejszym wielokrotnym mistrzem świata Robinem Szolkowym. Brali oni udział w zawodach juniorskich z cyklu Junior Grand Prix, jednak bez większych sukcesów. Na mistrzostwach świata juniorów zajmowali kolejno 10. i 9. miejsce w roku 2000 i 2001. W zawodach krajowych dwukrotnie triumfowali w mistrzostwach Niemiec juniorów, a także zostali mistrzami Niemiec seniorów w 2001 r. Był to ich ostatni wspólny sezon. Rauschenbach zakończyła karierę, pozostawiając Szolkowego bez partnerki przez kolejne dwa sezony. 

## Osiągnięcia
Z Robinem Szolkowym
| Zawody                                | 97–98                                 | 98–99                                 | 99–00                                 | 00–01                                 |                                       |                                       |                                       |                                       |                                       |                                       |                                       |                                       |                                       |                                       |                                       |                                       |                                       |                                       |
| Międzynarodowe: Kategorie młodzieżowe | Międzynarodowe: Kategorie młodzieżowe | Międzynarodowe: Kategorie młodzieżowe | Międzynarodowe: Kategorie młodzieżowe | Międzynarodowe: Kategorie młodzieżowe | Międzynarodowe: Kategorie młodzieżowe | Międzynarodowe: Kategorie młodzieżowe | Międzynarodowe: Kategorie młodzieżowe | Międzynarodowe: Kategorie młodzieżowe | Międzynarodowe: Kategorie młodzieżowe | Międzynarodowe: Kategorie młodzieżowe | Międzynarodowe: Kategorie młodzieżowe | Międzynarodowe: Kategorie młodzieżowe | Międzynarodowe: Kategorie młodzieżowe | Międzynarodowe: Kategorie młodzieżowe | Międzynarodowe: Kategorie młodzieżowe | Międzynarodowe: Kategorie młodzieżowe | Międzynarodowe: Kategorie młodzieżowe | Międzynarodowe: Kategorie młodzieżowe |
| ------------------------------------- | ------------------------------------- | ------------------------------------- | ------------------------------------- | ------------------------------------- | ------------------------------------- | ------------------------------------- | ------------------------------------- | ------------------------------------- | ------------------------------------- | ------------------------------------- | ------------------------------------- | ------------------------------------- | ------------------------------------- | ------------------------------------- | ------------------------------------- | ------------------------------------- | ------------------------------------- | ------------------------------------- |
| Mistrzostwa świata juniorów           |                                       |                                       | 10                                    | 9                                     |                                       |                                       |                                       |                                       |                                       |                                       |                                       |                                       |                                       |                                       |                                       |                                       |                                       |                                       |
| JGP w Holandii                        |                                       |                                       | 4                                     |                                       |                                       |                                       |                                       |                                       |                                       |                                       |                                       |                                       |                                       |                                       |                                       |                                       |                                       |                                       |
| JGP w Niemczech                       |                                       | 8                                     |                                       | 6                                     |                                       |                                       |                                       |                                       |                                       |                                       |                                       |                                       |                                       |                                       |                                       |                                       |                                       |                                       |
| JGP w Polsce                          |                                       |                                       |                                       | 7                                     |                                       |                                       |                                       |                                       |                                       |                                       |                                       |                                       |                                       |                                       |                                       |                                       |                                       |                                       |
| JGP w Szwecji                         |                                       |                                       | 5                                     |                                       |                                       |                                       |                                       |                                       |                                       |                                       |                                       |                                       |                                       |                                       |                                       |                                       |                                       |                                       |
| JGP na Węgrzech                       |                                       | 6                                     |                                       |                                       |                                       |                                       |                                       |                                       |                                       |                                       |                                       |                                       |                                       |                                       |                                       |                                       |                                       |                                       |
| Krajowe                               |                                       |                                       |                                       |                                       |                                       |                                       |                                       |                                       |                                       |                                       |                                       |                                       |                                       |                                       |                                       |                                       |                                       |                                       |
| Mistrzostwa Niemiec                   | 4 J                                   | 1 J                                   | 1 J                                   | 1                                     |                                       |                                       |                                       |                                       |                                       |                                       |                                       |                                       |                                       |                                       |                                       |                                       |                                       |                                       |